# Jimmy Bailey
Jimmy James Bailey Hinds (Tela; 7 de febrero de 1954) es un exfutbolista hondureño que jugó de delantero.

## Trayectoria
Apodado El Socio, jugó en el Real España para el que marcó 52 goles en 191 partidos internacionales entre 1973 y 1985. Él y su medio hermano Roberto Bailey comparten récord con los hermanos Palacios, como las únicas familias que han marcado en más de una final de Liga.

## Participaciones en Copas del Mundo
| Mundial                                | Sede  | Resultado    |
| -------------------------------------- | ----- | ------------ |
| Copa Mundial de Fútbol Juvenil de 1977 | Túnez | Primera fase |

## Palmarés

### Títulos nacionales
| Título        | Equipo      | País     | Año     |
| ------------- | ----------- | -------- | ------- |
| Liga Nacional | España      | Honduras | 1974-75 |
| Liga Nacional | España      | Honduras | 1975-76 |
| Liga Nacional | España      | Honduras | 1976-77 |
| Liga Nacional | Real España | Honduras | 1980-81 |

### Títulos internacionales
| Título                                | Equipo (*)  | Sede     | Año  |
| ------------------------------------- | ----------- | -------- | ---- |
| Campeonato de Naciones de la Concacaf | Honduras    | Honduras | 1981 |
| Copa Fraternidad Centroamericana      | Real España | Honduras | 1981 |
| Copa Fraternidad Centroamericana      | Real España | Honduras | 1982 |

(*) Incluyendo la selección.